# Jonah Hex
 Ovo je glavno značenje pojma Jonah Hex. Za istoimeni film pogledajte Jonah Hex (2010.).
Jonah Woodson Hex je američki vestern antijunak, protagonist stripova koje izdaje DC Comics. Hex je ciničan kauboj, čije je lice unakaženo ožiljkom na desnoj strani. Tijekom američkog građanskog rata se borio na strani Konfederacije u čijoj vojsci je imao čin poručnika. 1863. skrivio je smrt konfederalnog generala Stonewalla Jacksona. Nakon rata je postao lovac na ucjene. Hexov najveći neprijatelj je Quentin Turnbull, koji ga krivi za smrt svog sina Jeba tijekom rata. U filmu Jonah Hex iz 2010., Hexa glumi Josh Brolin.